# Фонтан в сквере у Казанского собора
Фонтан в сквере у Казанского собора — памятник архитектуры русского классицизма.
Изначально фонтан был сооружён в 1809 году мастером Генри Грауэром по идее архитектора Тома де Томона на тринадцатой версте Царскосельской дороги, в районе Среднерогатской немецкой колонии. Был поставлен как для украшения дороги, так и в качестве поилки для лошадей. Цоколь фонтана сделан из серого гранита, на нём установлена полуцилиндрическая верхняя часть, торец которой сделан в форме глухой арки с опорой на массивный плинт. Украшением фонтана служит маскарон Нептуна, изо рта которого в чашу вытекает вода, рядом с маскароном нанесена надпись «1809 года».
Фонтан невысокий, но имеет монументальный образ благодаря лаконичным укрупнённым объёмам, очерченным чёткими линиями. Входил в группу созданных на дороге фонтанов, которые объединял единый замысел: чем дальше от города, тем фонтан был выше и его образ сложнее. Другие фонтаны этой группы — фонтан со сфинксами у Пулковской горы и фонтан «Нептун».
После потери своего значения фонтан был перенесён на площадь перед западным фасадом Казанского собора (Воронихинский сквер). Сообщение в «Красной вечерней газете» о начале сборки появилось 27 октября 1934 года, той же осенью был собран постамент, в 1935 году сборка была завершена. При переносе была осуществлена реставрация. Ещё одна реставрация проходила в 2002—2003 годах.